# Dorylus attenuatus
Dorylus attenuatus är en myrart som beskrevs av William Edward Shuckard 1840. Dorylus attenuatus ingår i släktet Dorylus och familjen myror.

## Underarter
Arten delas in i följande underarter:
- D. a. acuminatus
- D. a. attenuatus
- D. a. australis
- D. a. bondroiti
- D. a. latinodis